# Gaseta de les Arts

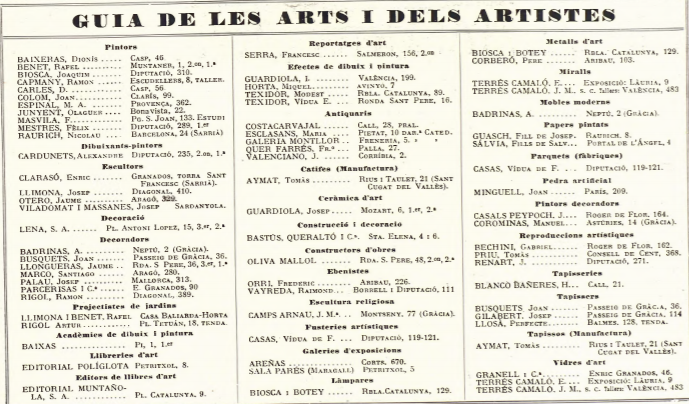
Guia de les Arts i dels Artistes que surten a la revista

Gaseta de les Arts va ser una revista d'art, història de l'art i arqueologia. El seu primer número va sortir el 15 de maig de 1924 i va ser imprès a Barcelona per la imprenta dels Successors d’Henrich i Cia.
La revista tractava tant l’art antic com el modern amb una pretensió eclèctica, malgrat que la doctrina dominant era la derivada del Noucentisme.

## Història
Va tenir dues etapes.
Durant la primera etapa (1924 - 1927) va ser dirigida per Joaquim Folch i Torres. La seva publicació es va interrompre durant un any (1927 - 1928).
Va tornar d’una forma renovada ja que a partir d'aquí la revista es va fusionar amb La Ciutat i la Casa, una revista trimestral d’arquitectura de Barcelona que després de la fusió va passar a ser mensual i això va comportar diversos canvis.
A la segona etapa (1928 - 1930) la direcció va anar a càrrec tant de Joaquim Folch i Torres com de Rafael Benet.
En aquesta nova època, l’antic director Folch i Torres s'encarregava de l’art antic i el seu nou soci Benet del modern. A més, va augmentar el seu nombre de pàgines, passant de 8 a la seva primera època a les 36 habituals a la segona, a excepció d’alguns números especials com el d''octubre de 1928, amb 71 pàgines, dedicat a la col·lecció Plandiura. Aquests canvis van comportar una pujada de preu considerable.

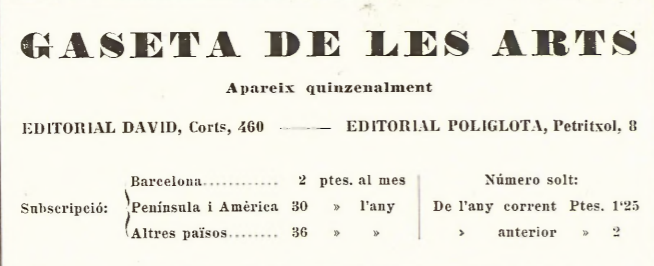
Preus durant la primera època de la revista (1924-1927)

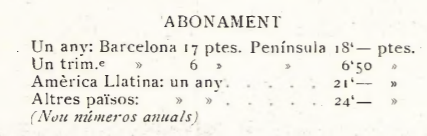
Preus durant la segona època de la revista (1928-1930)

Els temes a tractar sempre eren els mateixos: l’arquitectura, l'escultura, la pintura, els bells oficis i el cinema. A més, va permetre la promoció de nous artistes, ja que a part dels articles, la revista també inseria nombrosos anuncis. La revista tenia dues seccions fixes: el noticiari i un apartat reservat per a les exposicions.

## Final
El gener de 1930 va sortir l’últim volum de la revista amb una extensió de 36 pàgines. Es desconeix la causa de la seva desaparició.
Tot i que només va durar a prop de 6 anys La Gaseta de les Arts es va convertir en una revista molt important per a la divulgació de l’art.

## Relació de directors i col·laboradors[calcitació]
| Època      | Directors                                       | Propietari del despatx de redacció i administració |
| 1924- 1927 | Joaquim Folch i Torres                          |                                                    |
| 1928- 1930 | Joaquim Folch i Torres; Rafael Benet i Vancells | Màrius Gifreda i Morros                            |

| Època      | Mesos                  | Temes que es tracten | Portada |
| 1924 -1930 | Març 1924              | Picasso La Necròpoli Romano-Cristiana de Tarragona Una obra d'orfebreria barcelonina en una col·lecció francesa |         |
|            | Maig 1924              | Josep Llimona El «Llegat Emili Cabot» al Museu de Barcelona El Sant Jordi d'en Llimona al Parc de Montjuïc Centre Excursionista |         |
|            | Juny 1924              | El Pintor Canals: Retratista Artistes catalans a l'Amèrica del Nord. El Santuari de la Mare de Déu del Carme a la Diagonal. Les exposicions Els castos nus de Josep Llimona. |         |
|            | Juny 1924              | El retaule de Sant Jordi de Jaume Huguet, al museu de la Ciutadella. Dos vidres esmaltats La Col·lecció Deering de "Maricel" al Museu de Chicago L'Exposició Universal de les Arts Decoratives a Paris. —1925. Una obra d'orfebreria barcelonina en una col·lecció francesa. La Necròpoli Romano-Cristiana de Tarragona |         |
|            | Juliol 1924            | Les pintures murals romàniques al Museu de la Ciutadella El curset sobre la Pintura romànica damunt taula al Centre Excursionista de Catalunya La qüestió de la ceràmica de reflex metàl·lic. |         |
|            | Juliol 1924            | Les darreres obres de Josep Clarà El primer Congrés d'estudis bizantins a Bucarest El pintor Ricard Urgell Una decoració mural d'en Fèlix Mestres a l'acadèmia de Ciències i Arts Una conversa amb en Félix - Mestres sobre el decorat de l'Acadèmia de Ciències La qüestió ale la ceràmica de reflex metàl·lic |         |
|            | Agost 1924             | Les pintures murals romàniques al museu de la Ciutadella Els discursos de Reynolds sobre l'ensenyament de l’art Pere Inglada, dibuixant animalista El pintor Ricard Urgell Una bacina aiguamans de Limoges a la col·lecció Plandiura |         |
|            | Agost 1924             | Les obres de «El Greco» que hi han a Catalunya L'Institut Internacional d'Antropologia: Les coves amb art paleolític del Pirineu francès Les grans lliçons de la Història de l'Art: La pintura de l'antic Egipte La cathédrale d'Avila Sobre la concurrencia a l'Exposició de les Arts Decoratives a París |         |
|            | Setembre 1924          | Dibuixos d'en Picasso a la col·lecció Junyent Els discursos de Reynolds sobre l'ensenyament de l'art El cenacle d’en Flaugier Exposició de projectes de Medallas a New York Una estatua de mambré trobada a Tarragona Concurs de cartells a l’Ajuntament de Bilbao L'Institut Francès d'Arqueologia i Art Musulmà de Damasc El concurs d'hostals dle l'Atracció de Forasters Un tipus de casa dels segles XV-XVI a Barcelona |         |
|            | Setembre 1924          | A Mossèn Josep Gudiol, Pvre., en sortir el seu nou llibre: Els Trescentistes Catalans El Llegat Feliu Sala Barnades al museu d'art Modern Exposició a l'Agrupació Fotogràfica de Catalunya |         |
|            | Octubre 1924           | La tècnica del pastillatge en els frontals romànics catalans Dades relatives a les esglésies del Pirineu d'on han sigut arrencades les pintures murals romàniques Els discursos de Reynolds sobre l'ensenyament de l’art Bronzes ibèrics de La Luz (Murcia) al museu de Barcelona Decoradors moderns |         |
|            | Octubre 1924           | La Pittura Internazionale alla XIV Esposizione d'Arte della città di Venezia.-Italia, Stati Uniti, Rumenial, Olanda. Olaguer Junyent De com es varen descobrir i publicar les pintures murals catalanes L’Exposició d’Arts decoratives a París. Exposició ple Medalles de la Societat Numismàtica d’Amèrica |         |
|            | Novembre 1924          | Aptitud i Mestratge: Pau Gargallo La Pittura Internazionale alla XIV Esposizione d’Arte della città di Venezia. El Clos del Pastor l’Exposició d’en Brull a can Dalmau El 80è compliment d’anys de l’arqueòleg rus Nicodemus P. Kondakov |         |
|            | Novembre 1924          | Vasos ceràmics Hispano- Morescos La Pittura Internazionale alla XIV Esposizione d’Arte della città di Venezia. Els tapissos i les alfombres de Tomàs Aymat |         |
|            | Desembre 1924          | Lluís Masriera El Pintor Domènec Carles La Pittura Internazionale alla XIV Esposizione d’Arte della città di Venezia Els discursos de Reynolds sobre l'ensenyament de l’art |         |
|            | Desembre 1924          | El Paisatgista: Joaquim Mir Discurs de Masriera L’Art d’en Marquès Puig Escenografía cinematogràfica |         |
|            | Gener 1925             | El Sepulcre del Due de Cardona a Bellpuig Un Encenser del segle VI al Museu Episcopal de Vich Qüestions d’estètica urbana Ramon Sunyer l’Obra ‘’Els Trescentistes Catalans'’ Arts Decoratives de Barcelona, a l’Exposició Internacional d’Arts decoratives a París Les arquetes d’Adolf Fargnoli |         |
|            | Gener 1925             | Casa de la Ciutat de Barcelona Còpia de Rafael feta per Marian Fortuny Exposició de l’Agrupació d’Artistes Catalans a les Galerias Dalmau Sàrcofad romà-cristià trobat a Barcelona Mestre Dionís Baixeras La restauració del monestir de Sant Joan de les Abadesses |         |
|            | Febrer 1925            | Arcadi Mas i Fondevila Associació Artística i Literària de Catalunya a Can Parés Estàtua romana de Bacus trobada a València Eliseu Meyfrèn El pintor Joan Colom Exposició Frederic Masvila Curs d’en Josep Puig i Cadafalch Els Trescentistes Catalans Escultures d’en Frederic Marès a Can Dalmau |         |
|            | Febrer 1925            | Pintor Borrassà Concurs de Cartells Els Trescentistes Catalans |         |
|            | Març 1925              | Pau Ruiz Picasso Foment de les arts decoratives Obra de Joan Llimona Congrés Internacional d’Antropologia i Arqueologia Prehistòriques |         |
|            | Març 1925              | Jaume Serra Casa de la Ciutat de Barcelona El curs d’en Josep Ruiz i Cadafalch El pintor Joan Llimona Ramon Pitxot |         |
|            | Abril 1925             | Velazquez Escultures d’Enric Casanovas Exposició de la col·lecció de Pintura Antiga de G. Añés a la Sala d’ El Camarín Dibuixos de Derain Casa de la Ciutat de Barcelona |         |
|            | Abril 1925             | Pintures d’en Nonell Casa de la Ciutat de Barcelona Pintures murals romàniques de Pedret El Claustre de la Seu de Lleyda |         |
|            | Maig 1925              | Nou casal del Foment de les Arts Decoratives Santiago Marco L'escultor Borrell Nicolau Els ‘’Amics del Museu’’ |         |
|            | Maig 1925              | Troballes escultòriques a la Necròpolis romano-cristiana de Tarragona Iconografia de l'escultor Bonifàs Discurs inaugural del nou casal del Foment de les Arts Decoratives M. Marcel Aubert |         |
|            | Juny 1925              | Exposició d’Art Oriental anterior al segle xiv a Paría La pintura Xinesa El Museu d’Art Contemporani al Palau de Belles Arts |         |
|            | Juny 1925              | El Museu de Belles Arts (dedicat exclusivament) |         |
|            | Juliol 1925            | Enric Casanovas L’arquitectura dels segles IX al XII a Catalunya Nicolau Raurich L’orfebre danès Jordi Jensen L’arqueòleg Vives Escudero |         |
|            | Juliol 1925            | Pintures murals romàniques de Barbarà Conservació de les pintures murals L’arquitectura dels segles IX al XII a Catalunya Sala Parés L'aportació del Foment de les Arts Decoratives, a l'Exposició d'Arts Decoratives de París Un forn de ceràmica ibèrica a Rubí Obres de Nicolau Raurich |         |
|            | Agost 1925             | Escultures d’en Josep Llimona a Buenos Aires L'arquitectura dels segles IX al XII a Catalunya Retaule inèdit a Barcelona La influència del Rosari en l’Art de Colunya Casa de la Ciutat de Barcelona |         |
|            | Agost 1925             | Els antipendis d’orfebreria L’arquitectura dels segles IX al XII a Catalunya La col·lecció Amatller i el Catàleg dels seus vidres El pintor Marian Espinal |         |
|            | Setembre 1925          | L'estendard de Sant Ot Exposició de París L’arquitectura dels segles IX al XII a Catalunya Santa Maria de la Mar Casa de la Ciutat de Barcelona Exposició col·lectiva d'art a Sabadell |         |
|            | Setembre 1925          | Degas L'estendard de Sant Ot Prehistòria de Montserrat L’arquitectura dels segles IX al XII a Catalunya L'estàtua de la Figuera El pintor Carbonell- Selva |         |
|            | Octubre 1925           | Dues obres mestres d’Empúries Bibliografia del Monestir de Poblet Exposició Internacional d'Arts Decoratives i Industrials Modernes Exposició de París Sala Parés |         |
|            | Octubre 1925           | Pintor Viladomat El nou altar de Santa Maria de Cervera |         |
|            | Novembre 1925          | El pintor Carbonell Selva El pintor Català Pere Pruna Renaixement Barceloní Obra d’Isidre Nonell Exposició de París |         |
|            | Novembre 1925          | Manolo La 1a Exposició general d’art litúrgic N’Arcadi Mas i Fontdevila Arquitectura Decorativa Funerària Exposició de París El Foment de les Arts Decoratives Renaixement Barceloní Pintor Gimeno |         |
|            | Desembre 1925          | Huguet Vergós Exposició Internacional d'Arts Decoratives i Industrials Modernes Cubisme o art cosmogònic El ceramista Zuloaga Joan Baixas Arquitectura Decorativa Funerària |         |
|            | Desembre 1925          | Huguet Vergós Josep Clarà Joan Baixas Joan Miró Exposició de París Triomf de Joan Llimona a Buenos Aires |         |
|            | Gener 1926             | 1a Exposició d’Art Litúrgic Disposicions pontificies en coses d’art sagrat |         |
|            | Gener 1926             | L'escultor Dunyach Homenatge a Rusiñol Exposició Internacional d'Arts Decoratives i Industrials Modernes |         |
|            | Febrer 1926            | Santiago Rusiñol La Història del Cau Ferrat Josep Puig i Cadafalch Els Cartells d’en Galí El Tresor artístic de Catalunya |         |
|            | Febrer 1926            | ‘’Un Greco’’ a la col·lecció Cambó La pintura d’en Marquès Puig Alexandre de Cabanyes Josep Puig i Cadafalch: Curs a la Universitat Harvard Les revoltes de Síria i l'Institut Francès d'Arqueologia i Art Musulmà de Damasc Arquitectura Decorativa Funerària |         |
|            | Març 1926              | ‘’Un Greco’’ a la col·lecció Roviralta Arquitectura Decorativa Funerària Enric- Cristòfor Ricart - Pintor Les Joies d’en Masriera a l’Exposició de París Picasso i l'impressionisme Orígens del Renaixement Barceloní |         |
|            | Març 1926              | Joan Llimona Conferència d’En Josep Ma Junoy a l’Ateneu sobre ‘’La crisi de l’Art actual’’ Orígens del Renaixement Barceloní El XXV Aniversari de la Societat Artística i Literària La Llum elèctrica als Museus |         |
|            | Abril 1926             | La creu de Vilabertran Iu Pascual: Pintor de paisatges Museu de la Ciutadella |         |
|            | Abril 1926             | Huguet Vergós |         |
|            | Maig 1926              | La ceràmica de Paterna Centcelles |         |
|            | Maig 1926              | El pintor Fabrés El pintor Ignasi Mallol L'Exposició del gravat alemany contemporani Museu de la Ciutadella Orígens del Renaixement Barceloní |         |
|            | Juny 1926              | Museu de la Ciutadella Orígens del Renaixement Barceloní Josep de Togores El senyor Guitart professor de Bells Oficis |         |
|            | Juny 1926              | Dibuixos de Josep F. Ràfols Els quaderns de divulgació artística de la Gaseta de les Arts Orígens del Renaixement Barceloní Josep Puig i Cadafalch El monuments històrics de Barcelona Reynés Un llibre del pintor Carles |         |
|            | Juliol 1926            | Gaudí |         |
|            | Juliol 1926            | Cézanne Josep Ma Junoy Josep Reynés i Gurguí Museu de la Ciutadella Artistes del Penedès |         |
|            | Agost 1926             | Viladomats El dibuixant Alexandre Cardunets La Col·lecció Rubio de la Serna al Museu de Barcelona Gino Severini Orígens del Renaixement Barceloní |         |
|            | Agost 1926             | Josep Ma Sert i les pintures de la seu de Vich RuÏnes a l’Àmerica del Nord Faiances Perses datades |         |
|            | Setembre 1926          | Una obra de Damià Campeny, l’ escultor neoclàssic, pel Gremi de Revenedors de Barcelona |         |
|            | Setembre 1926          | L’altar d'Anglesola al Museu de Boston Col·lecció de quadres d’El Greco Nova llei decret sobre el patrimoni artístic Faiances perses datades Roger Bissière |         |
|            | Octubre 1926           | Pintura Pompeiana Pintura Grega L’arquitecte Josep Vilaseca i Casanovas Nova llei decret sobre el patrimoni artístic |         |
|            | Octubre 1926           | Poblet en ruÏnes El Palau del Rei Martí Retaule de pedra d’Anglesola Orfebreria Sassanida Pintura Grega |         |
|            | Novembre 1926          | Salvador Dalí Saló de Tardor Glòries Olotines Anotacions Orígens del Renaixement Barceloní |         |
|            | Novembre 1926          | El pintor Rafel M.Padilla Els mobles d’en Badrinas «La Nova Revista» de Josep Ma Junoy L'Exposiciô del Modernisme pictòric català a can Dalmau Any Franciscà Subhasta d’obres d’art i antiguitats El sepulcre de Bellpuig Les pintures de la Seu de Vich |         |
|            | Desembre 1926          | El pintor Lacoma Sant Francesc d’Assís i l’art Les darreres descobertas a la tomba de Tutancamon El gravador Bartomeu Maura Les terres cuites de Claret El gerrer Marian Burgués |         |
|            | Desembre 1926          | Whistler Sant Francesc d’Assís i l’art Exposició de pintura antiga a les Laietanes Exposició de Martí i Alsina a «La Pinacoteca» i dos donatius pel nostre Museu de Belles Arts |         |
|            | Gener 1927             | Martí i Alsina Exposició de l’obra de Joan LLimona Lletra oberta a Josep de Togores Claude Monet L'Exposició de pintura antiga ‘’ Añés a El Camarín |         |
|            | Gener 1927             | La mesa romànica d’Encamp Un plafó de rajoles catalanes del segle XVIII Sant Francesc d’Assís i l’art Joan Gris Baldomer Gili i Roig |         |
|            | Febrer 1927            | Salvador Dalí Eliseu Meifrèn a les Galeries Areñas Baldomer Gili i Roig El pintor Porcar Anuari del Foment de les Arts decoratives Exposició de l’Agrupació d’artistes catalans Exposició de pintura catalana vuitcentista a les Galeries Laietanes El monument de Sant Francesc a Montserrat |         |
|            | Febrer 1927            | Velázquez L’ escenògraf Salvador Alarma Exposició d’en Marquès i Puig L'escultor Josep Antoni Homs Una Exposició de pintura catalana vuitcentista a les Galeries Laietanes L'escultor Frederic Marés L’agrupació d’artistes catalans |         |
|            | Març 1927              | Enric Galwey El pintor Alexandre de Cabanyes El Saló de les Arts i els Artistes a les Laietanes El monument de Jaume I a Mallorca L'escultura a casa, als jardins i al carrer L’Exposició del dibuixant- pintor Josep Aguilera Laporta Astort Pintures a Can Parés |         |
|            | Març 1927              | Les Arts i els Artistes L’Exposició Iu Pasqual Les influències aràbiques en l'art romànic Investigacions americanes sobre l’Art d’Espanya La reforma de l’acròpolis Barcelonina |         |
|            | Abril 1927             | Marian Espinal Lola Anglada La reforma del barri de la Seu Les influències aràbiques en l'art romànic El pintor Vicens Rincon El forjador Gerard Alegre |         |
|            | Abril 1927             | ‘’La Pietat’’, de Bermejo a la Seu de Barcelona Art i natura Un projecte del barri gòtic Jaume Serra i Gibert |         |
|            | Maig 1927              | La conservació de les Drassanes i la Capella de l'Hospital Militar El pintor i joier Jaume Mercadé El pintor Joan Serra Jaume Serra i Gibert |         |
|            | Maig 1927              | La famosa taula de Sant Miquel, de Bermejo Les influències aràbiques en l'art romànic |         |
|            | Juny 1927              | La primera Exposició (le l'Associació d'Escultors Els esmalts i els voris gravats de Miquel Soldevila Les influències aràbiques en l'art romànic |         |
|            | Juny 1927              | Dues taules de la Col·lecció Kuno Kocherthaler L'escultor Màrius Vives La Col·lecció Sabater L'escultor Frederic Marés Rafael Benet L’Exposició de Nicolau Raurich Calcografia El pintor rus Kallinik Gousseff |         |
|            | Juliol 1927            | La darrera creació del Teatre d’Art de Lluís Masriera El pintor Antoni Casanova Estorach Sigil·lografia eclesiàstica de Catalunya Calcografia La Sagrada Família de Joan de las Roelas |         |
|            | Juliol 1927            | La jovenesa d’El Greco L’Estàtua de Sant Francesc a Montserrat Un llibre sobre l'escultor català Ramon Amadeu Les taules flamenques de Nájera El Concurs de Maquetes pel monument a Fortuny, a Rens Dos llibres d’art de Josep F. Ràfols La fundació Monumenta Cataloniae Número Gaudí de ‘’La Ciutat i la Casa’’ II Exposició d’Art del Penedès |         |
|            | Agost 1927             | Mercat a Girona Qualques relíquies de la Metal·listeria Hispano-àrab Un estudi de l’obra de l'escultor Pau Gargallo La Col·lecció Muntadas La Zuda de Lleida |         |
| 1928-1930  | Juny 1928              | El Centenari de Goya El Centenari d’Albert Durer Joaquim Mir o De la Pintura Manolo Hugué La nova Fàbrica de Antoni Puig- Gairalt Hotel en una platja La pintura de Joan Serra i l’arquitectura nova Wassily Kandinsky Joan Rebull El Circ |         |
|            | Octubre 1928           | Número dedicat a la col·lecció Plandiura |         |
|            | Novembre 1928          | La decoració dels reversos en els plats daurats de Manisses Mariam Pidelaserra i Brias Saló de la Tardor Can Dalmau Josep Granyer i Giralt Un monument a Fortuny Film de King Vidor Un home de 1928: Jack Smith |         |
|            | Desembre 1928          | Una .Majestat Romànica Un Greco I Dos Goya Venuts A Holanda : Màrius Gifreda, Rafael Benet, L'arquitectura D'isidre Puig-boada: Carles Capdevila, Francesc Vayreda Rafael Benet, La Figura D'isidre Nonell Just Cabot, I Saló De La Nova Revista Les Ceràmiques De J. Llorens i Artigas M. Alcàntara Gusart, Cartells De F. Galí La Redacció, Salutació A Josep Pijoan |         |
|            | Gener 1929             | El trasllat del cor de la seu de Barcelona II exposició d'Art litúrgic Rafael Benet, la pintura actual de D. Carles just cabot, torres garcia Màrius Gifreda Rafael Benet, Apel·les fenosa Josep Comellas, Marquès Puig Rafael benet, Miquel villà |         |
|            | Febrer 1929            | La redacció, Pompeu Fabra Joaquim Folch i Torres, una taula de Mestre García de benabarre S. Artigas, la simple bellesa de moltes construccions estrictament utilitàries Joan Cacs, les caricatures de J. Parera Joaquim Folch i Torres, a la memòria de Francesc Vayreda Rafael Benet, Enric Galwey Salvador Dalí, la dada fotogràfica Màrius Gifreda,S.. Artigas, Rafael Benet, la supressió dels pòrtics del paral·lel M. alcàntara Gusart, els paisatges de l’Ivo Pasqual Rafael Benet, Josep Mompou Rafael Benet, els coloms del parc de la Ciutadella |         |
|            | Març 1929              | Jeroni Martorell, la casa gòtica del carrer de mercaders «dancing», de Josep Mompou Rafael Benet, honoré daumier E. Tériade, escultures metàl·liques de Pau Gargallo R. B., un record a l'art del vell Gimeno R .B, en memòria de Rafael Barradas R. B, dibuixos de Josep F.. Ràfols Isidre Puig Boada, l'Arquitecte Lluís Bonet B, Monografies d'Art Joan Cortès i Vidal, Josep Viladomat Sebastià Gasch, Joan Miró B, Exposició Carme Cortés Màrius Gifreda, Rafael Llimona m. Cassanyes, lovis Corinth Joan Sacs, Georg Jensen                           |         |
|            | Abril 1929             | Alexandre Soler i March, Mateu Ortoneda, pintor de Tarragona Sebastià Gasch, dibuixos de rebull |         |
|            | Maig 1929              | Joaquim Folch i Torres, una taula d'Antonello de Messina a la col·lecció cambó Rafael Benet, la nova arquitectura a Catalunya J, Torres Clavé, ciutat d'estiueig en la costa de llevant Sixte Illescas, estació per a un port aeri Pere Armengou - Francesc Perales, club d'esports J, Torres-Garcia, Pere Creixams Christian Zervos, Georges Braque |         |
|            | Juny 1929              | Joaquim Folch i Torres, el pintor català setcentista Pere Crusells Josep Gudiol, pvre., les pintes Anuel Abril, l'escultor Ángel Ferrant o les tres gràcies de la forma Rafael Benet, Joaquim Mumbru Josep F. Rafols, Francesc Folguera, arquitecte M, Alcantara i Gusart, l'esperit patètic del mediterrani Sebastià Gasch, Joan Sunyer Màrius Gifreda, l'exposició de la Sala Parés Joan Cortés i Vidal, vidres de Francesc Elies |         |
|            | Octubre- Novembre 1929 | Carles Rahola, Peralada i els Rocabertí Màrius Gifreda, el casal Joaquim Folch i Torres, les obres d'art del castell de Peralada Rafael Benet, natura morta atribuida a Goya Josep Gudiol., els vidres de la col·lecció mateu |         |
|            | Desembre 1929          | Maurice Reynal, imaginació o sentiment Rafael Benet, Francesc Domingo, Joaquim Folch i Torres, les pintures murals romàniques de Santa Maria de Tahull Josep Clarà Josep F. Rafols, les noves pintures de Rafael Benet, Joan Cacs, l'arquitectura de Terra Cuita Rafael Benet, Boschroger R. B, Exposició d'Art modern nacional i estranger M. A, Cassanyes, Max Liebermann Nicolau M. Rubió i Tudurí, un poc de l'arquitectura de l'humanisme de Geoffrey Scott Índex dels anys I i II (segona època)                                                      |         |
|            | Gener 1930             | Joan Sacs, la novísima arquitectura acadèmica d'Adolf Florensa, Joaquim Folch Torres, Dues taules de la col·lecció Coler i March, Josep Gudiol, pvre., les pintes II Rossend Llates, l'art modern Rafael Benet, una obra de Rafael Llimona Màrius Gifreda, Joan Colom Joan Cortis i Vidal, Julián c Castedo Josep Palau, justificació del cinema sonor Joan Cortés i Vidal, exposicions |         |